# Premiul Locus pentru cel mai bun roman științifico-fantastic
Premiul Locus este un premiu literar înființat în 1971 și oferit anual câștigătorilor unui sondaj în rândul cititorilor revistei Locus.
Premiu Locus pentru cel mai bun roman science-fiction a fost acordat începând cu anul 1980.

## Câștigătorii
| An   | Câștigător                                                                                      |
| ---- | ----------------------------------------------------------------------------------------------- |
| 1978 | Poarta de Frederik Pohl                                                                         |
| 1980 | Titan de John Varley                                                                            |
| 1981 | Regina Zăpezilor de Joan D. Vinge                                                               |
| 1982 | The Many-Colored Land de Julian May                                                             |
| 1983 | Foundation's Edge de Isaac Asimov                                                               |
| 1984 | Startide Rising de David Brin                                                                   |
| 1985 | The Integral Trees de Larry Niven                                                               |
| 1986 | The Postman de David Brin                                                                       |
| 1987 | Speaker for the Dead de Orson Scott Card                                                        |
| 1988 | The Uplift War de David Brin                                                                    |
| 1989 | Cyteen de C. J. Cherryh                                                                         |
| 1990 | Hyperion de Dan Simmons                                                                         |
| 1991 | The Fall of Hyperion de Dan Simmons                                                             |
| 1992 | Barrayar de Lois McMaster Bujold                                                                |
| 1993 | Doomsday Book de Connie Willis                                                                  |
| 1994 | Green Mars de Kim Stanley Robinson                                                              |
| 1995 | Mirror Dance de Lois McMaster Bujold                                                            |
| 1996 | The Diamond Age de Neal Stephenson                                                              |
| 1997 | Blue Mars de Kim Stanley Robinson                                                               |
| 1998 | The Rise of Endymion de Dan Simmons                                                             |
| 1999 | To Say Nothing of the Dog de Connie Willis                                                      |
| 2000 | Cryptonomicon de Neal Stephenson                                                                |
| 2001 | The Telling de Ursula K. Le Guin                                                                |
| 2002 | Passage de Connie Willis                                                                        |
| 2003 | The Years of Rice and Salt de Kim Stanley Robinson                                              |
| 2004 | Ilium de Dan Simmons                                                                            |
| 2005 | The Baroque Cycle (i.e. Quicksilver; The Confusion; The System of the World) de Neal Stephenson |
| 2006 | Accelerando de Charles Stross                                                                   |
| 2007 | Rainbows End de Vernor Vinge                                                                    |
| 2008 | The Yiddish Policemen's Union de Michael Chabon                                                 |
| 2009 | Anathem de Neal Stephenson                                                                      |
| 2010 | Boneshaker de Cherie Priest                                                                     |
| 2011 | Blackout/All Clear de Connie Willis                                                             |
| 2012 | Embassytown de China Miéville                                                                   |
| 2013 | Redshirts de John Scalzi                                                                        |
| 2014 | Abaddon's Gate de James S. A. Corey                                                             |
| 2015 | Ancillary Sword de Ann Leckie                                                                   |
| 2016 | Ancillary Mercy de Ann Leckie                                                                   |
| 2017 | Death's End de Liu Cixin                                                                        |
| 2018 | The Collapsing Empire de John Scalzi                                                            |
| 2019 | Calea spre stele de Mary Robinette Kowal                                                        |
| 2020 | Orașul de la miezul nopții de Charlie Jane Anders                                               |
| 2021 | Network Effect de Martha Wells                                                                  |